# ناغ‌دالی (آب‌شوران)
ناغ‌دالی (به لاتین: Nağdalı) یک منطقه مسکونی در جمهوری آذربایجان است که در شهرستان آب‌شوران واقع شده است.